# Черри Кисс
Ивана Славкович (серб. Ivana Slavković; род. 31 декабря 1992 года в Нише, Союзная Республика Югославия, ныне Сербия), наиболее известная под своим сценическим псевдонимом Черри Кисс (англ. Cherry Kiss) — сербская порноактриса, эротическая фотомодель, режиссёр и бывшая участница сербского реалити-шоу «Пары». Лауреат премии XBIZ Europa Award в категории «Лучшая исполнительница года» (2021).

## Карьера
Родом из деревни Шарлинац, община Долевац. Начала карьеру в 2011 году в возрасте 18 лет в Будапеште, столице Венгрии, где она и снялась в большом количестве порнофильмов. Внимание широкой общественности в Сербии привлекла своим участием в реалити-шоу «Пары».
После ухода из реалити-шоу снялась в фотосессии для сербского издания журнала CKM, а затем снялась в сербском порнофильме Чери Кис, српска порно-звезда режиссёра Слободана Станковича (серб. Слободан Станковић). Порнофильм был издан на DVD и продаётся по всей Сербии. После этого, из-за разногласий с родителями в связм с выбранной профессией, временно приостанавливает съёмки в порно. Через несколько месяцев возвращается в порноиндустрию, снявшись в словенском порнофильме Gremo mi po svojo. В фильме также появляются известные хорватские порноактрисы Алекса Уайлд и Тина Блейд, а также словенская старлетка Уршка Чепин. С момента возвращения снялась в более чем 50 фильмах для взрослых. Продолжила свою карьеру в США. В 2012 году участвовала в выставке Erotika 69, проходившая в Целе, Словения, и организованная Цельской ярмаркой и Институтом культуры порнографии 69 (словен. Zavod za kulturo pornografije 69).
Снимается в сценах традиционного, лесбийского, межрасового, анального секса, двойного проникновения и фистинга.
В ноябре 2014 года была впервые номинирована на премию AVN Awards в категории «Лучшая сцена секса в фильме иностранного производства» (за фильм Anissa Kate, The Widow). Спустя три года получила номинацию на AVN Awards в категории «Иностранная исполнительница года». В ноябре 2018 года повторно была номинирована на эту же премию в категории «Иностранная исполнительница года».
В сентябре 2019 года Черри выиграла свою первую премию, став одной из лауреатов XBIZ Europa Award в категории «Лучшая сцена секса — гонзо» (за фильм DP Bandits!).
В феврале 2020 года выбрана студией SINematica в качестве первой «Самой ценной исполнительницы» (Most Valuable Performer, MVP).
В качестве режиссёра сотрудничает с компаниями Evil Angel, Private, MetArt, The Benefit Monkey и другими.
В сентябре 2021 года была объявлена лауреатом XBIZ Europa Award в одной из самых главных категорий — «Исполнительница года».
В июле 2022 года Черри стала соведущей пятой церемонии награждения премии XBIZ Europa Award. В марте 2025 года была выбрана соведущей (в паре с Джиджи Диор) 41-й церемонии награждения XRCO Award, которая состоится 25 мая этого же года.
На 41-й церемонии награждения премии AVN Awards, которая состоялась 27 января 2024 года, Черри была признана лучшей иностранной исполнительницей года. В ноябре 2024 года получила премию NightMoves Award в категории «Лучшая исполнительница».
По данным сайта IAFD на июнь 2024 года, снялась в более чем 1200 порнофильмах и сценах. Также выступила режиссёром 35 фильмов и сцен.

## Личная жизнь
У Иваны есть две сестры. Сама она встречается с французским порноактёром Винсом Картером.
В 2015 году сербское издание «Телеграф» распространило информацию, что Иване и её матери Тане угрожал бывший молодой человек, гражданин Германии Стивен Р., вымогая у неё крупную сумму денег и жестоко обращаясь с Иваной. Обвиняемый назвал это клеветой и грозился подать в суд на Ивану.
В 2020 году ряд СМИ по ошибке распространил новость о том, что Ивана якобы была избрана депутатом в Скупщину Сербии.

## Награды и номинации
| Список наград и номинаций | Список наград и номинаций | Список наград и номинаций | Список наград и номинаций | Список наград и номинаций                                         |
| Год                       | Награда                   | Результат                 | Категория | Фильм                                                             |
| ------------------------- | ------------------------- | ------------------------- | --- | ----------------------------------------------------------------- |
| 2015                      | AVN Award                 | Номинация                 | Лучшая сцена секса в фильме иностранного производства (вместе с Ренато и Таррой Уайт) | Anissa Kate, The Widow                                            |
| 2018                      | AVN Award                 | Номинация                 | Иностранная исполнительница года | н/д                                                               |
| 2018                      | AVN Award                 | Номинация                 | Лучшая сцена секса в фильме иностранного производства (вместе с Эриком Эверхардом) | Erik Everhard Takes on Europe                                     |
| 2018                      | XBIZ Award                | Номинация                 | Иностранная исполнительница года | н/д                                                               |
| 2018                      | XBIZ Europa Award         | Номинация                 | Лучшая сцена секса — гламкор (вместе с Кристофом Кейлом) | French Maids to Share                                             |
| 2019                      | AVN Award                 | Номинация                 | Иностранная исполнительница года | н/д                                                               |
| 2019                      | AVN Award                 | Номинация                 | Лучшая анальная сцена в иностранном фильме (вместе с Джеймсом Дином и Эриком Эверхардом) | Hot Girls With Nice Asses 2                                       |
| 2019                      | AVN Award                 | Номинация                 | Лучшая сцена секса парень/девушка в иностранном фильме (вместе с Кристофом Кейлом) | French Maid Service: French Maids to Share                        |
| 2019                      | GayVN Award               | Номинация                 | Лучшая бисексуальная сцена (вместе с Дэвидом Кадерой и Чарли Дином) | Bi Surprise 3                                                     |
| 2019                      | XBIZ Europa Award         | Номинация                 | Исполнительница года | н/д                                                               |
| 2019                      | XBIZ Europa Award         | Победа                    | Лучшая сцена секса — гонзо (вместе с Анджело Годшеком и Яником Шафтом) | DP Bandits!                                                       |
| 2019                      | XBIZ Europa Award         | Номинация                 | Лучшая сцена секса — полнометражный фильм (вместе с Анто Тото и Лоренцо Виотой) | Road Trip                                                         |
| 2020                      | AVN Award                 | Номинация                 | Иностранная исполнительница года | н/д                                                               |
| 2020                      | AVN Award                 | Номинация                 | Лучшая сцена группового секса в иностранном фильме (вместе с Лутро, Люси Харт и Чарли Дином) | Lucy, the New Secretary                                           |
| 2020                      | AVN Award                 | Номинация                 | Лучшая сцена секса от первого лица (вместе с Мэттом Бёрдом) | Gorgeous Football Hooligan Cherry Kiss Has Her Way With Rival Fan |
| 2020                      | AVN Award                 | Номинация                 | Лучшая сцена секса парень/девушка в иностранном фильме (вместе с Ником Морено) | I Am Sex: Cherry Kiss                                             |
| 2020                      | XBIZ Award                | Номинация                 | Иностранная исполнительница года | н/д                                                               |
| 2020                      | XBIZ Europa Award         | Номинация                 | Исполнительница года | н/д                                                               |
| 2020                      | XBIZ Europa Award         | Номинация                 | Лучшая сцена секса — гламкор (вместе с Алиссией Кент, Ренато, Ренатой Фокс и Яником Шафтом) | One Night in Budapest                                             |
| 2020                      | XBIZ Europa Award         | Номинация                 | Лучшая сцена секса — гламкор (вместе с Адрианой Чечик, Анни Авророй, Анто Тото, Джоссом Лескафом, Люком Харди, Рики Манчини и Рико Симмонсом) | One Night in Paris                                                |
| 2020                      | XBIZ Europa Award         | Номинация                 | Лучшая сцена секса — гламкор (вместе с Алесией Фокс и Кларком Кентом) | Sharing My Wife: Swinger’s Retreat                                |
| 2020                      | XBIZ Europa Award         | Номинация                 | Лучшая сцена секса — гонзо (вместе с Винсом Картером) | I Am Sex                                                          |
| 2020                      | XBIZ Europa Award         | Номинация                 | Лучшая сцена секса — лесбийский фильм (вместе с Адрианой Чечик) | One Night in Paris                                                |
| 2020                      | XBIZ Europa Award         | Номинация                 | Лучшая сцена секса — лесбийский фильм (вместе с Кейт Рич) | Precious Moments 3                                                |
| 2020                      | XBIZ Europa Award         | Номинация                 | Лучшая сцена секса — полнометражный фильм (вместе с Винсом Картером и Кларком Кентом) | College Harlots: Back to School                                   |
| 2020                      | XCritic Award             | Победа                    | Сцена года (вместе с Зааваади, Ивом Морганом, Майклом Чепменом, Маленой Морган и Оскаром Бетти) | My Name Is Zaawaadi                                               |
| 2021                      | AVN Award                 | Номинация                 | Иностранная исполнительница года | н/д                                                               |
| 2021                      | AVN Award                 | Номинация                 | Лучшая анальная сцена в иностранном фильме (вместе с Винсом Картером) | Anal Virtue                                                       |
| 2021                      | AVN Award                 | Номинация                 | Лучшая лесбийская сцена в иностранном фильме (вместе с Алиссой Рис) | Life in a Glass                                                   |
| 2021                      | AVN Award                 | Номинация                 | Лучшая сцена секса парень/девушка в иностранном фильме (вместе со Стивом Кью) | Pool Session                                                      |
| 2021                      | XBIZ Europa Award         | Победа                    | Исполнительница года | н/д                                                               |
| 2021                      | XBIZ Europa Award         | Номинация                 | Лучшая сцена секса — лесбийский фильм (вместе с Кирой Куин и Субил Арч) | Alone at Last                                                     |
| 2021                      | XBIZ Europa Award         | Номинация                 | Лучшая сцена секса — лесбийский фильм (вместе с Алексис Кристал, Алиссой Рис, Амирой Адарой, Анной де Виль и Тиффани Тейтум) | Cherry’s Anal Beauties                                            |
| 2021                      | XBIZ Europa Award         | Номинация                 | Лучшая сцена секса — лесбийский фильм (вместе с Альей Старк и Вероникой Леаль) | Russian Institute: Pool Party                                     |
| 2021                      | XRCO Award                | Номинация                 | Потрясающая аналистка года | н/д                                                               |
| 2022                      | AVN Award                 | Номинация                 | Иностранная исполнительница года | н/д                                                               |
| 2022                      | AVN Award                 | Номинация                 | Лучшая международная лесбийская сцена (вместе с Альей Старк и Вероникой Леаль) | Russian Institute: Pool-Party — Scene 3                           |
| 2022                      | AVN Award                 | Номинация                 | Лучшая международная сцена группового секса (вместе с Алексис Кристал, Винсом Картером и Дэвидом Перри) | Cherry’s Anal Beauties — Scene 2                                  |
| 2022                      | Venus Award               | Номинация                 | Лучшая европейская исполнительница | н/д                                                               |
| 2022                      | XBIZ Europa Award         | Номинация                 | Исполнительница года | н/д                                                               |
| 2022                      | XBIZ Europa Award         | Номинация                 | Лучшая сцена секса — гонзо (вместе с Альберто Бланко) | Cherry on Top                                                     |
| 2022                      | XBIZ Europa Award         | Номинация                 | Лучшая сцена секса — гонзо (вместе с Винсом Картером и Мишей Кросс) | Cherry’s Master Class                                             |
| 2022                      | XBIZ Europa Award         | Номинация                 | Лучшая сцена секса — гонзо (вместе с Винсом Картером, Дэвидом Перри, Кристофом Кейлом, Тиффани Руссо и Томасом Стоуном) | Couples in Porn                                                   |
| 2022                      | XBIZ Europa Award         | Номинация                 | Лучшая сцена секса — лесбийский фильм (вместе с Лерией Глоу) | Foreplay                                                          |
| 2022                      | XBIZ Europa Award         | Номинация                 | Лучшая сцена секса — полнометражный фильм (вместе с Аниссой Кейт, Каролиной Черри, Кларой Мией, Клеа Готье, Марчелло Браво и Эмили Уиллис) | Revenge                                                           |
| 2023                      | AVN Award                 | Номинация                 | Иностранная исполнительница года | н/д                                                               |
| 2023                      | AVN Award                 | Номинация                 | Лучшая международная сцена группового секса (вместе с Винсом Картером и Мишей Кросс) | Performers of the Year 2 (из Cherry’s Master Class)               |
| 2023                      | AVN Award                 | Номинация                 | Лучшая международная сцена группового секса (вместе с Аниссой Кейт, Каролиной Черри, Кларой Мией, Клеа Готье, Марчелло Браво и Эмили Уиллис) | Revenge — Scene 7                                                 |
| 2023                      | XBIZ Europa Award         | Номинация                 | Исполнительница года | н/д                                                               |
| 2023                      | XBIZ Europa Award         | Номинация                 | Лучшая сцена секса — лесбийский фильм (вместе с Алексис Кристал) | Abomination 3                                                     |
| 2023                      | XBIZ Europa Award         | Номинация                 | Лучшая сцена секса — полнометражный фильм (вместе с Винсом Картером, Джеком Рипфером, Ивом Морганом, Иден Айви, Китаной Льюр, Кэтрин Найт и Майком Чепменом)                                                                                         | Introspection                                                     |
| 2023                      | XBIZ Europa Award         | Номинация                 | Лучшая сцена секса — полнометражный фильм (вместе с Марчелло Браво и Томасом Стоуном) | Mission XXX Impossible                                            |
| 2023                      | XBIZ Europa Award         | Номинация                 | Лучшая сцена секса — полнометражный фильм (вместе с Агатой Вегой, Алексой Флекси, Алексом Ромеро, Винсом Картером, Гейшей Кид, Дэвидом Перри, Канди Лучани, Кларой Мией, Кристофом Кейлом, Раулем Костой, Томасом Стоуном, Тотти и Шалиной Дивайн)   | Revelation                                                        |
| 2024                      | AVN Award                 | Победа                    | Иностранная исполнительница года | н/д                                                               |
| 2024                      | AVN Award                 | Номинация                 | Лучшая международная сцена группового секса (вместе с Агатой Вегой, Алексой Флекси, Алексом Ромеро, Винсом Картером, Гейшей Кид, Дэвидом Перри, Канди Лучани, Кларой Мией, Кристофом Кейлом, Раулем Костой, Томасом Стоуном, Тотти и Шалиной Дивайн) | Revelation — Scene 4                                              |
| 2024                      | NightMoves Award          | Победа                    | Лучшая исполнительница | н/д                                                               |
| 2024                      | Pornhub Award             | Номинация                 | Лучшая исполнительница сквиртинга | н/д                                                               |
| 2024                      | XBIZ Europa Award         | Номинация                 | Лучшая сцена секса — гламкор (вместе с Рокетом Пауэрсом) | Craving Attention                                                 |
| 2024                      | XBIZ Europa Award         | Номинация                 | Лучшая сцена секса — лесбийский фильм (вместе с Венерой Максимой) | What Is Love                                                      |
| 2025                      | AVN Award                 | Номинация                 | Исполнительница года | н/д                                                               |
| 2025                      | AVN Award                 | Номинация                 | Лучшая блоубэнг-сцена | Ten Hard Cocks With a Cherry on Top                               |
| 2025                      | AVN Award                 | Номинация                 | Лучшая международная сцена группового секса (вместе с Винсом Картером, Джимми Бадом и Мари Бергер) | Cherry Picking — Scene 3                                          |
| 2025                      | AVN Award                 | Номинация                 | Лучшая сцена двойного проникновения (вместе с Винсом Картером и Сетом Гэмблом) | She Wanted to Be Punished (из The Predatory Woman 2)              |
| 2025                      | XMA Award                 | Номинация                 | Исполнительница года | н/д                                                               |
| 2025                      | XMA Award                 | Номинация                 | Лесбийская исполнительница года | н/д                                                               |
| 2025                      | XMA Award                 | Номинация                 | Лучшая сцена секса — виньетка (вместе с Винсом Картером и Сетом Гэмблом) | She Wanted to Be Punished                                         |
| 2025                      | XMA Award                 | Номинация                 | Лучшая сцена секса — гонзо (вместе с Заком Уайлдом) | Hardcore Bombshells 2                                             |
| 2025                      | XMA Award                 | Номинация                 | Лучшая сцена секса — только девушки (вместе с Лорен Филлипс) | Cherry Kiss Gives Lauren Phillips a Burst of Energy               |
| 2025                      | XMA Award                 | Номинация                 | Лучшая сцена секса — фильм с парочками (вместе с Уиллом Паундером) | Game On                                                           |
| 2025                      | XMA Award                 | Номинация                 | Лучшая сцена секса — фильм-шоу с исполнителем (вместе с Винсом Картером) | Cumming to L.A.                                                   |
| 2025                      | XMA Creator Award         | Номинация                 | Совместный видеоклип года — группа/оргия (вместе с Жизель Бланко, Лилли Белл и Чарли Форд) | н/д                                                               |
| 2025                      | XRCO Award                | Номинация                 | Лесбийская исполнительница года | н/д                                                               |
| 2025                      | XRCO Award                | Номинация                 | Супершлюха года | н/д                                                               |

## Избранная фильмография
- 2013 — Chambermaid
- 2013 — Young Horse Riders
- 2014 — Fetish Mania
- 2016 — Squirtwomen
- 2017 — Anal Day 4
- 2017 — Black Corset
- 2017 — Just You And Me
- 2017 — Masseuses
- 2017 — My Maid And Me
- 2017 — Natural Orgasms